# 비야 데 바예카스역
시에라 데 과달루페 역(스페인어: Villa de Vallecas)은 마드리드 지하철 1호선의 역이다. 마드리드 비야데바예카스 구의 후안 말라사냐 광장 지하에 위치해 있다. 요금구역상으로는 A구역에 속한다.

## 역사
1999년 3월 3일 1호선의 미구엘 에르난데스-콩고스토 구간이 개통되면서 문을 열었다.
예로부터 바예카스 지역의 중심지였기 때문에 거기서 역명을 따왔다.

## 환승 정보
역 주변에는 시내버스 정류장이 총 세 곳이 있으며, 1030번 정류장에서는 야간 노선도 다닌다.
| 마드리드 지하철                       | 마드리드 지하철       | 마드리드 지하철     |
| ------------------------------------- | --------------------- | ------------------- |
| 시에라 데 과달루페 피나르 데 차마르틴 | 마드리드 지하철 1호선 | 콩고스토 발데카로스 |